# RGTR Luxemburg
Die Régime général des transports routiers, abgekürzt RGTR, ist für die Organisation und Abwicklung des ÖPNV-Bussystems im Großherzogtum Luxemburg zuständig.
Der ÖPNV zwischen den verschiedenen Ortschaften im gesamten Land wird von der RGTR aber nicht selbst betrieben, sondern über Ausschreibungen an interessierte Dienstleiter konzessioniert. Verschiedene Linien werden auch über die Landesgrenzen Luxemburgs hinweg bis in die angrenzende Großregion Saar-Lor-Lux betrieben.
Die RGTR stellt zusätzlich auch den Schülertransport für Sekundärschulen sicher, ebenso wie das Angebot an verschiedenen Werkslinien zu einzelnen Industriebetrieben oder Industriegebieten.
Sie ist dem Ministerium für öffentliche Arbeiten – Sektion Transportwesen – unterstellt.
Sämtliche Busnutzung ist seit dem 1. März 2020 für den auf dem Territorium des Großherzogtums Luxemburg liegenden Teil einer Buslinie gratis; der Erwerb eines Tickets ist also nur für den im Ausland liegenden Fahrweg grenzüberschreitender Linien notwendig.

## Entstehung der RGTR
Mittels Abkommen vom 25. Februar 1978 zwischen dem damaligen Transportminister Josy Barthel und dem Präsidenten des CFL-Verwaltungsrates wurde der CFL der Auftrag für den Betrieb von Strecken des öffentlichen Personenverkehrs abgenommen.
Das koordinierte System CFL-CRL wurde mit Wirkung zum 1. März 1978 direkt dem Verkehrsministerium unterstellt und gleichzeitig in Régime général des transports routiers umbenannt. Die CFL bekam aber vom Ministerium den Auftrag, die technische Organisation und damit die Wettbewerbsfähigkeit des RGTR sicherzustellen.
Für die Buslinien innerhalb der Hauptstadt zeichnet die RGTR gemeinsam mit der "Autobus de la Ville de Luxembourg" (AVL) verantwortlich; gleiches gilt für die Koordination mit Luxtram S.A.
Auch im Südwesten des Landes (Kanton Esch/Alzette) ist die RGTR gemeinsam mit der Transport intercommunal de personnes dans le canton d'Esch-sur-Alzette verantwortlich für den ÖPNV.
Im Jahr 2016 wurde begonnen, das Netz der RGTR-Busse weiterzuentwickeln und umzuorganiseren, um die ÖPNV-Mobilität im Großherzogtum langfristig zu verbessern. Nach verschiedenen Phasen der Umstrukturierung wurde die letzte Etappe am 17. Juli 2022 eingeläutet und fast alle RGTR-Linien bekamen neue Liniennummern nach einheitlichem Schema zugeordnet.

## Betreutes Liniennetz
Am 17. Juli 2022 zählte die RGTR insgesamt 463 von ihr organisierte Buslinien: 179 reguläre, 263 Schultransport- und 21 Werkslinien.
Die regulären Linien haben eine dreistelleg Nummer (z. B. 201 Luxemburg - Echternach), die Schulbuslinien einen Buchstaben, gefolgt von einer zweistelligen Nummer (z. B. D10 Geesseknäppchen - Duelem) und die Werkslinien eine zweistellige Nummer gefolgt vom Suffix "U" (Abkürzung für Usine; z. B. 70U Rodange - Colmar-Berg).
Die meisten Linien sind in Stundentaktung organisiert; verkehren in Ausnahmen mindestens aber einmal täglich.

### Nummerierungsschema

#### Erste Ziffer
Bei den regulären Linien bestimmt die erste Ziffer die Zielregion:
- 1 – Region Norden
- 2 – Region Osten (Echternach)
- 3 – Region Osten (Wasserbillig)
- 4 – Region Osten (Remich)
- 5 – Region Süden (Thionville)
- 6 – Süden (Esch/Alzette)
- 7 – Region Süden (Petingen)
- 8 – Region Westen (Steinfort)
- 9 – Region Westen (Reidingen)

#### Zweite Ziffer
Die zweite Ziffer weist auf den Linientyp hin:
- x0x: Null als zweite Zahl ist für Expresslinien die auf einer Hauptachse wichtige Zentren mit der Stadt oder der Nordstadt verbinden. Eine Expresslinie hält nicht bei Haltesignalen außerhalb der offiziellen Haltestellen. Es gibt 37 solcher Expresslinnen.
- x1x: Eine 1 an 2. Stelle definiert eine Primärverbindung, die auf einer gewachsenen Achse verkehrt - und – anders als die Expresslinien – Halte ohne Haltestelle (auf der Strecke) ermöglicht.
- x2x: Mit der 2 werden Sekundärlinien definiert, die prinzipiell wie eine Primärlinie verkehren, aber eventuell nicht auf der gesamten Strecke.
- x5x: Die 5 ist für Transversal-Linien zwischen den Zentren des Landes, die aber nicht durch die Hauptstadt führen.

Den Ziffern 3, 4, 6, 7, 8 oder 9 kommt keine besondere Bedeutung zu, es handelt sich also um Lokal-Linien.

## Bildergalerie

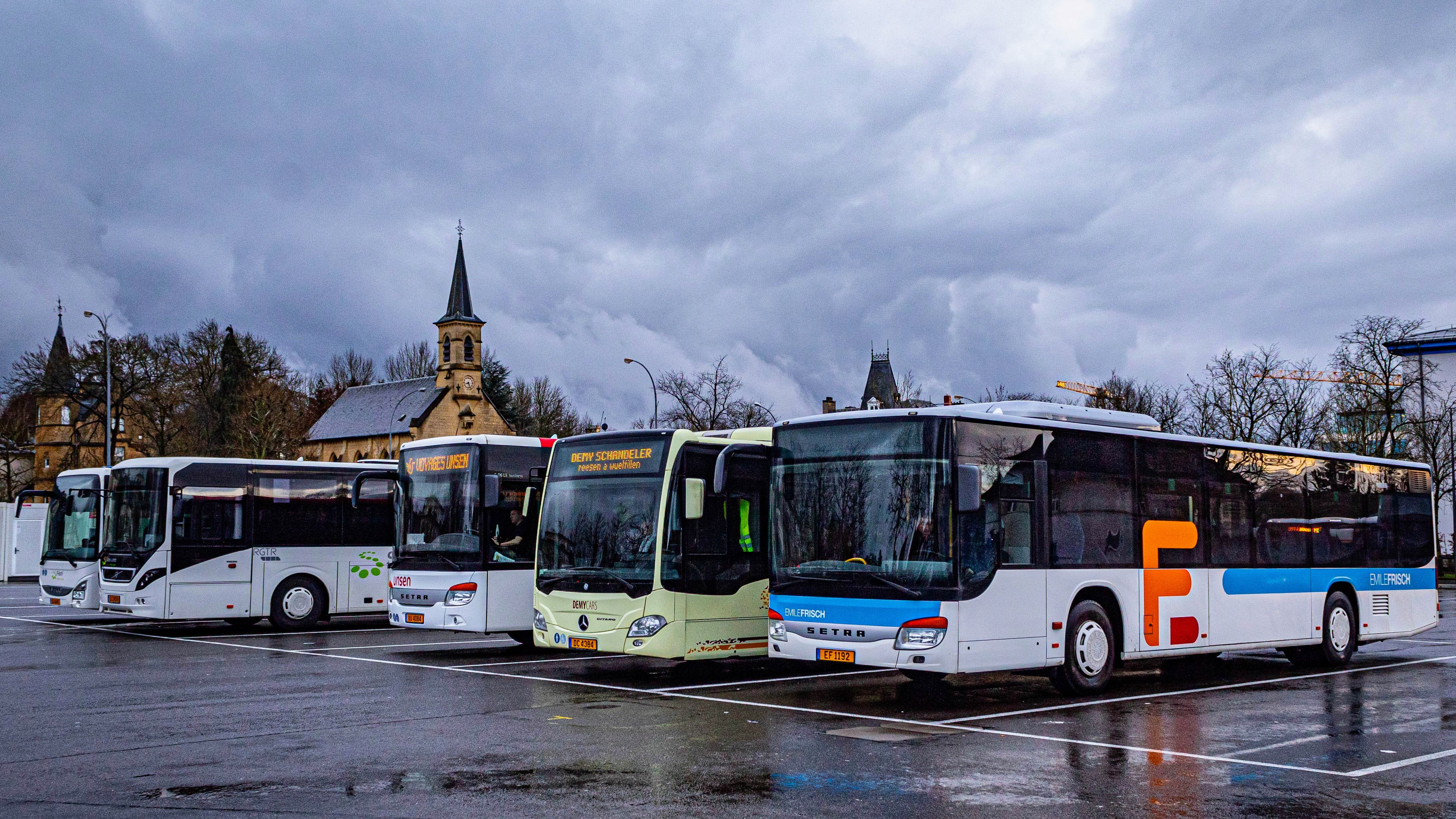
Busse verschiedener Busbetriebe
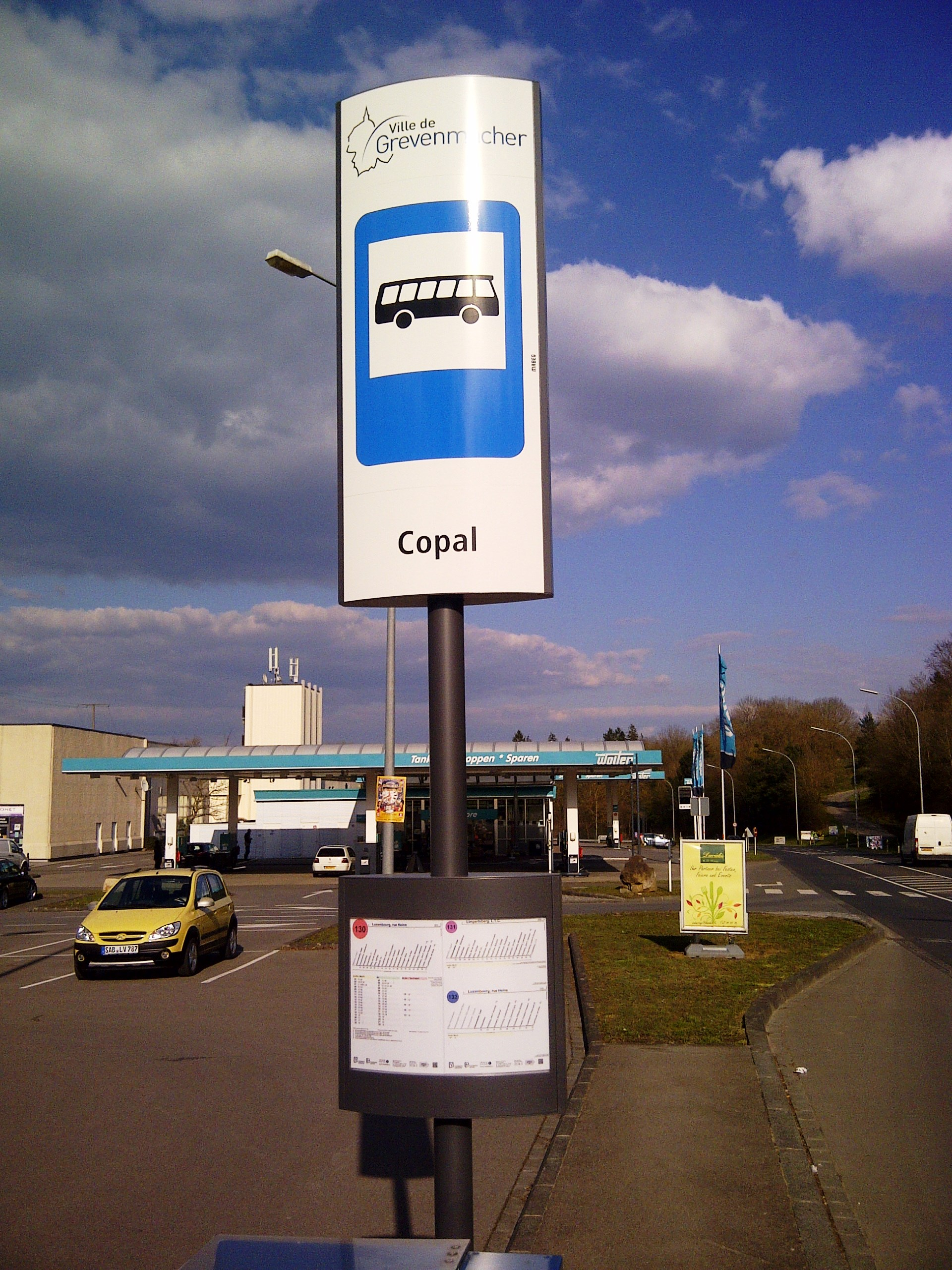
Typische Bushaltestelle in Grevenmacher
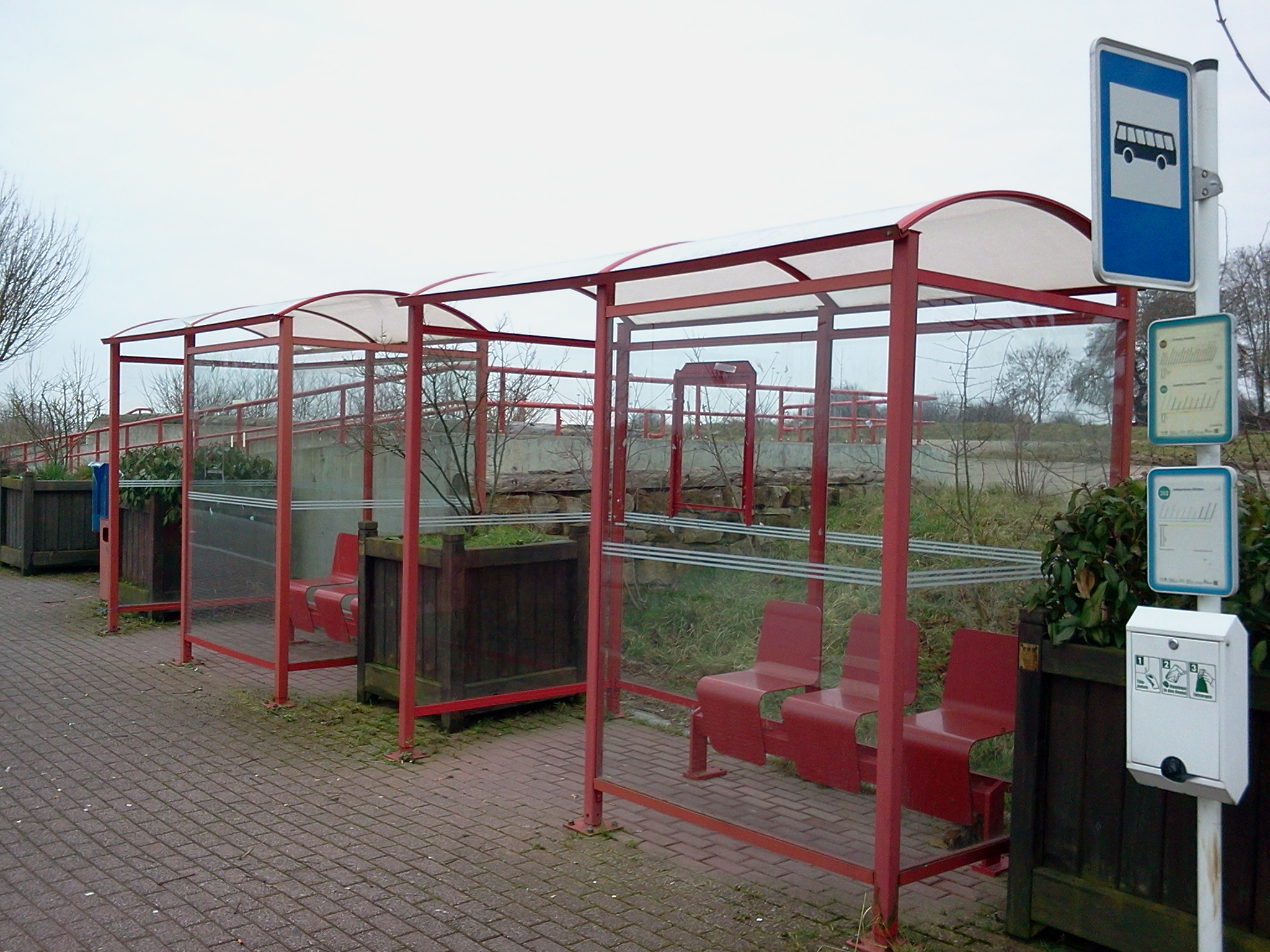
Alte RGTR-Bushaltestelle mit Überdachung und Sitzplätzen
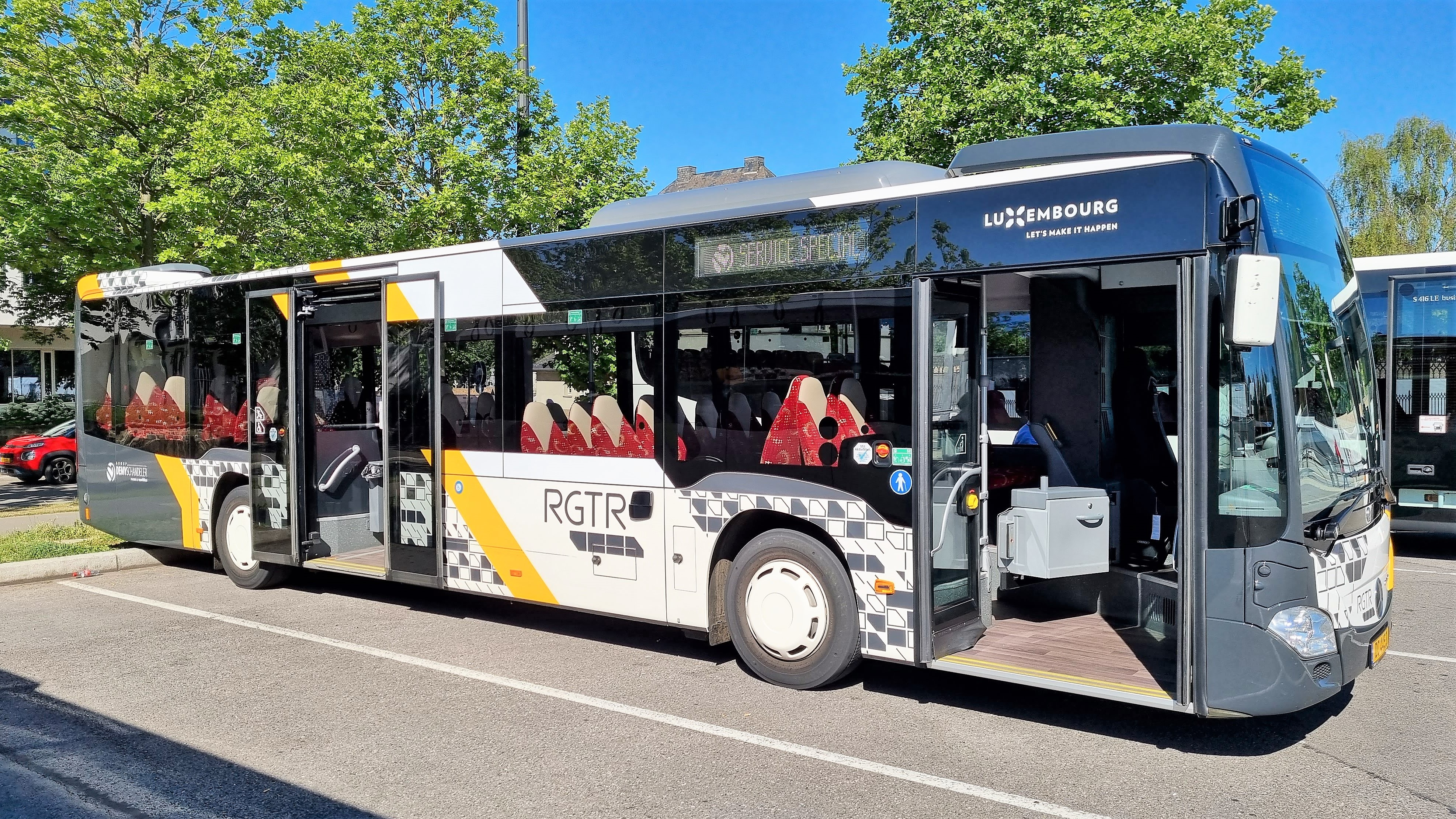
Bus eines privaten Busbetreibers mit dem RGTR-Design

### ÖPNV in Luxemburg
- Autobus de la Ville de Luxembourg (AVL)
- Luxtram
- Transport intercommunal de personnes dans le canton d'Esch-sur-Alzette (TICE)